# Chester (Virgínia)
Chester é uma Região censo-designada localizada no estado norte-americano de Virginia, no Condado de Chesterfield.

## Demografia
Segundo o censo norte-americano de 2000, a sua população era de 17.890 habitantes.

## Geografia
De acordo com o United States Census Bureau tem uma área de
33,9 km², dos quais 33,6 km² cobertos por terra e 0,3 km² cobertos por água. Chester localiza-se a aproximadamente 52 m acima do nível do mar.

## Localidades na vizinhança
O diagrama seguinte representa as localidades num raio de 16 km ao redor de Chester.